# Aheylit
Aheylit (Foord & al., 1998), chemický vzorec (Fe2+,Zn)Al6(PO)4(OH)8.4H2O, je trojklonný minerál. Tvoří krystaly nahloučené do plstnatých a celistvých agregátů v ledvinitých a hroznovitých masách, také paprsčité agregáty. Velikost agregátů dosahuje 5 mm.
Původ názvu: Allen V. Heyl (*1918 – ), geolog, U. S. Geological Survey. Aheylit byl stanoven novým členem skupiny tyrkysu v roce 1984 Mezinárodní Mineralogickoou Asociací pro nové minerály a jejich názvy.

## Vznik
Hydrotermálního původu v cínových ložiscích, jako pozdní hydrotermální fáze.

## Vlastnosti
- Fyzikální vlastnosti: Tvrdost 5–5,5, křehký, hustota 2,86 g/cm³, štěpnost dokonalá podle {001} a dobrá podle {010}, lom – hákovitý až tříšťnatý.
- Optické vlastnosti: Barvu má velmi světle modrozelenou, světle zelenou až modrozelenou, vryp bílý, lesk skelný až matný.
- Chemické vlastnosti: Složení: Al 20,08 %, Zn 3,24 %, Fe 3,46 %, P 15,37 %, H 2,06 %, O 55,77 %, pomalu se rozpouští v HCl.

## Výskyt
- Bali Lo copper prospect, Západní Austrálie, Austrálie (11 km zjz. od Ashburtonu, pohoří Capricorn)
- Huanuni, Bolívie (důl, u Huanuni, Dalence, Oruro)
- Trearne quarr, Skotsko, Spojené království (Beith, Ayrshire)

## Parageneze
Variscit, Vivianit, Wavellit, Kasiterit, Sfalerit, Pyrit a Křemen